# Leif Sveder
Leif Sveder, född 13 december 1935 i Arvika är en svensk före detta bandyspelare. I backpositionen var han under 60-talet en av Sveriges främsta bandyspelare och spelade för klubben IF Göta i Karlstad
Han hade rötterna i Arvika och den bygden blev han trogen. Men Leif Sveder pendlade flitigt till Karlstad under de heta bandyåren. Under drygt ett decennium var han given som centralgestalt i Göta-försvaret och snabbt kom han att etablera sig i landslaget som brytsäker sammanhållande länk och kapten. Tre VM-medaljer hann det bli – som bäst silver, samma valör också i SM-sammanhang. Och 1967 fick han svensk bandys mest prestigefyllda utmärkelse, Årets Man.